# Fania Rubina
Fania Rubina (* 1906 in Vilnius, Litauen; † 1997 in New York City, USA) war eine Schauspielerin des jiddischen Theaters und Films sowie Sängerin.

## Leben
In dem frühen jiddischen Tonfilm Al Khet spielte sie in einer Nebenrolle eine Sängerin.
Rubina heiratete 1940 in Amerika den Schauspieler Gustav Berger (1910–1958), mit dem sie zuvor dem Film My Son (1939) in den Hauptrollen gespielt hatte. Sie spielte an jiddischen Theatern in New York und war Mitglied der jüdischen Schauspielergewerkschaft (Hebrew Actors Union).

## Filmografie
- 1936: Al Khet
- 1939: My Son (The Living Orphan, Der Lebediker Yusem)
- 1947: Mir, lebngeblibene (Dokumentation)